# Menaut de Favars
Menaut de Favars (siglo XV) fue un mercenario gascón que participó en el bando urgelista durante la revuelta del conde de Urgel.
Participó junto al príncipe Enrique V de Inglaterra en la Guerra de los Cien Años. Su compañía, junto con la del genovés Basilio de Génova, atacaban, desde su base en el castillo de Loarre, controlada por Antón de Luna, los alrededores de Huesca, y así tomaron el Castillo de Montearagón y Abizanda y las villas de Trasmoz y Embún, pero no pudiendo tomar la villa de la Aínsa. A la muerte de Enrique IV de Inglaterra en marzo de 1413 tuvo que volver a Inglaterra acompañando a Enrique V de Inglaterra por la coronación.